# NGC 917
NGC 917 è una galassia a spirale situata nella costellazione del Triangolo, a una distanza di circa 249 milioni di anni luce dalla nostra Via Lattea.

## Scoperta
La galassia è stata scoperta il 22 novembre 1827 dall'astronomo britannico John Herschel.

## Descrizione
NGC 907 ha una classe di luminosità II-III e presenta una larga riga a 21 cm dell'idrogeno neutro.
Data la sua luminosità superficiale pari a 14,58, NGC 917 può essere classificata come una galassia a bassa luminosità superficiale (nella letteratura in lingua inglese abbreviata in LSB, acronimo di Low Surface Brightness). Le galassie LSB sono galassie di tipo diffuso (D) con una luminosità superficiale inferiore di almeno una magnitudine a quella del cielo notturno circostante.

## Supernova
Il 9 luglio 2002, all'interno di NGC 917 è stata scoperta la supernova SN 2002eh dall'astronomo amatoriale britannico Tom Boles. La supernova è stata classificata di tipo Ia.